# Кізима Іван
'Кізима Іван (псевдо: «Монах», «Чернець»; 1919, с. Біще, тепер Бережанська міська громада, Тернопільська область — 28 квітня 1951, с. Лісники, тепер Бережанська міська громада, Тернопільська область) — керівник Бережанського районного проводу ОУН, Лицар Бронзового хреста заслуги УПА.

## Життєпис
Керівник Бережанського районного проводу ОУН (1950—1951).

## Нагорода
- Згідно з Наказом Головного військового штабу УПА 1/51 від 25.07.1951 р. керівник Бережанського районного проводу ОУН Іван Кізима — «Чернець» нагороджений Бронзовим хрестом  заслуги УПА.

## Вшанування пам'яті
- 19.11.2017 р. від імені Координаційної ради з вшанування пам'яті нагороджених Лицарів ОУН і УПА у м. Бережани Тернопільської обл. Бронзовий хрест заслуги УПА (№ 026) переданий Надії Ткачук та Марії Лещук, племінницям Івана Кізими — «Чернця».